# Décès en 987
Décès
- 983
- 984
- 985
- 986
- 987
- 988
- 989
- 990
- 991

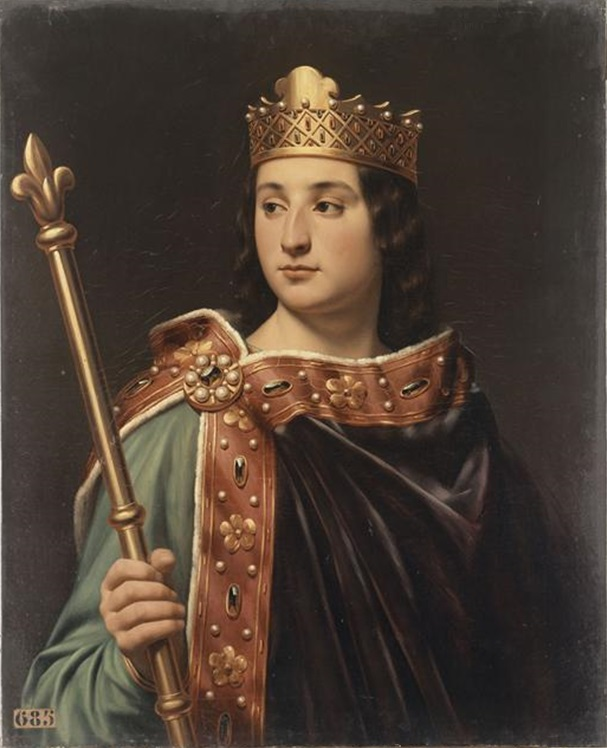
Louis V, dit le Fainéant, mort en 987.

Cette page dresse une liste de personnalités mortes au cours de l'année 987 :
- 30 mars : Arnoul II de Flandre, dit le Jeune, comte de Flandre
- 21 mai : Louis V, roi des Francs.
- 21 juillet : Geoffroy Ier Grisegonelle, comte d'Anjou.
- 8 septembre : Albert Ier de Vermandois, comte de Vermandois.

- Otton Ier de Chiny, comte de Vermandois.

## Crédit d'auteurs
- Cet article est partiellement ou en totalité issu de l'article intitulé « 987 » (voir la liste des auteurs).